# بروس دينسمور
بروس دينسمور هو ممثل كندي، ولد في 22 نوفمبر 1965 في فانكوفر في كندا.

## أعمال

### مسلسلات
- آرثر
- حكايات قندس

## وصلات خارجية
- بروس دينسمور على موقع IMDb (الإنجليزية)
- بروس دينسمور على موقع ألو سيني (الفرنسية)
- بروس دينسمور على موقع أول موفي (الإنجليزية)
- بروس دينسمور على موقع قاعدة بيانات الأفلام السويدية (السويدية)
- بروس دينسمور على موقع قاعدة بيانات الفيلم (الإنجليزية)
- بروس دينسمور على موقع كينوبويسك (الروسية)